# Гложане (Власотинце)
Гложане је насеље у Србији у општини Власотинце у Јабланичком округу. Према попису из 2022. било је 577 становника.

## Демографија
У насељу Гложане живи 528 пунолетних становника, а просечна старост становништва износи 39,9 година (38,3 код мушкараца и 41,6 код жена). У насељу има 139 домаћинстава, а просечан број чланова по домаћинству је 4,75.
Ово насеље је у потпуности насељено Србима (према попису из 2002. године).
|  |

| Демографија | Демографија | Демографија |
| Година      | Становника  | Становника  |
| ----------- | ----------- | ----------- |
| 1948.       | 527         |             |
| 1953.       | 564         |             |
| 1961.       | 571         |             |
| 1971.       | 614         |             |
| 1981.       | 644         |             |
| 1991.       | 696         | 686         |
| 2002.       | 660         | 680         |
| 2011.       | 643         |             |
| 2022.       | 577         |             |

| Етнички састав према попису из 2002.‍ | Етнички састав према попису из 2002.‍ | Етнички састав према попису из 2002.‍ | Етнички састав према попису из 2002.‍ | Етнички састав према попису из 2002.‍ |
| ------------------------------------ | ------------------------------------ | ------------------------------------ | ------------------------------------ | ------------------------------------ |
|                                      |                                      |                                      |                                      |                                      |
| Срби                                 | Срби                                 |                                      | 660                                  | 100,0%                               |

| Година пописа     | 1948. | 1953. | 1961. | 1971. | 1981. | 1991. | 2002. |
| ----------------- | ----- | ----- | ----- | ----- | ----- | ----- | ----- |
| Број домаћинстава | 72    | 77    | 88    | 119   | 130   | 139   | 139   |

| Број чланова      | 1 | 2  | 3  | 4  | 5  | 6  | 7  | 8 | 9 | 10 и више | Просек |
| ----------------- | - | -- | -- | -- | -- | -- | -- | - | - | --------- | ------ |
| Број домаћинстава | 5 | 13 | 22 | 20 | 20 | 38 | 16 | 3 | 1 | 1         | 4,75   |

| Пол    | Укупно | Неожењен/Неудата | Ожењен/Удата | Удовац/Удовица | Разведен/Разведена | Непознато |
| ------ | ------ | ---------------- | ------------ | -------------- | ------------------ | --------- |
| Мушки  | 280    | 64               | 203          | 11             | 2                  | 0         |
| Женски | 271    | 37               | 203          | 27             | 4                  | 0         |
| УКУПНО | 551    | 101              | 406          | 38             | 6                  | 0         |

| Пол    | Укупно                    | Пољопривреда, лов и шумарство | Рибарство                            | Вађење руде и камена | Прерађивачка индустрија       |
| ------ | ------------------------- | ----------------------------- | ------------------------------------ | -------------------- | ----------------------------- |
| Мушки  | 140                       | 50                            | 0                                    | 0                    | 33                            |
| Женски | 70                        | 27                            | 0                                    | 0                    | 23                            |
| УКУПНО | 210                       | 77                            | 0                                    | 0                    | 56                            |
| Пол    | Производња и снабдевање   | Грађевинарство                | Трговина                             | Хотели и ресторани   | Саобраћај, складиштење и везе |
| Мушки  | 0                         | 20                            | 6                                    | 1                    | 11                            |
| Женски | 0                         | 2                             | 4                                    | 1                    | 0                             |
| УКУПНО | 0                         | 22                            | 10                                   | 2                    | 11                            |
| Пол    | Финансијско посредовање   | Некретнине                    | Државна управа и одбрана             | Образовање           | Здравствени и социјални рад   |
| Мушки  | 0                         | 1                             | 2                                    | 3                    | 0                             |
| Женски | 0                         | 0                             | 1                                    | 5                    | 1                             |
| УКУПНО | 0                         | 1                             | 3                                    | 8                    | 1                             |
| Пол    | Остале услужне активности | Приватна домаћинства          | Екстериторијалне организације и тела | Непознато            | Непознато                     |
| Мушки  | 1                         | 0                             | 0                                    | 12                   | 12                            |
| Женски | 0                         | 0                             | 0                                    | 6                    | 6                             |
| УКУПНО | 1                         | 0                             | 0                                    | 18                   | 18                            |